# إل تشابو (مسلسل)
إل تشابو (بالإسبانية: El Chapo) مسلسل سيرة ذاتية وجريمة تلفزيوني أمريكي، من إنتاج نتفليكس ويونيفزيون، يتمحو حول حياة قائد العصابات المكسيكي خواكين غوزمان لويرا المعروف بأسم «إل تشابو». عرض على قناة يونيفزيون في 23 أبريل، 2017، ثم أضيف لقائمة برامج نتفليكس للعرض حسب الطلب حول العالم.
في 12 مايو، عام 2017، أكدت قناة يونيفزيون تجديدها المسلسل لموسم ثان، سيعرض في سبتمبر، عام 2017.
في 16 يونيو، عام 2017، أطلق نتفليكس حلقات الموسم الأول التسعة للعرضحسب الطلب عبر خدمات موقعه. إن السلسلة الأخيرة من عرض نتفليكس المشهور حول ملك المخدرات المكسيكي خواكين إل تشابو لويرا متاح أخيرًا للبث.

## الحلقات

### نظرة عامة
| الموسم | الموسم | عدد الحلقات | تاريخ البثّ الأصلي | تاريخ البثّ الأصلي |
| الموسم | الموسم | عدد الحلقات | أول بثّ            | آخر بثّ            |
| ------ | ------ | ----------- | ----------------- | ----------------- |
|        | 1      | 7           | 23 أبريل، 2017    | 21 مايو، 2017     |
|        | 2      | يعل لاحقاً   | سبتمبر، 2017      | يعل لاحقاً         |

## الممثلين والشخصيات
- ماركو ديلا أو بدور خواكين "إل تشابو" غوزمان
- فالانتينا أكوستا بدور أليخاندرا

## وصلات خارجية
- إل شابو على موقع IMDb (الإنجليزية)
- إل شابو على موقع روتن توميتوز (الإنجليزية)
- إل شابو على موقع نتفليكس (الإنجليزية)
- إل شابو على موقع فيلمافينيتي (الإسبانية)
- إل شابو على موقع كينوبويسك (الروسية)
- إل شابو على موقع ألو سيني (الفرنسية)
- إل شابو على موقع قاعدة بيانات الفيلم (الإنجليزية)